# Le occasioni di Rosa
Le occasioni di Rosa è un film del 1981 diretto da Salvatore Piscicelli.

## Trama
Rosa, un'operaia napoletana, decide di prostituirsi con l'approvazione del compagno Tonino. Tonino a sua volta si lega a un ricco   omosessuale. Questi ha come scopo far sposare Rosa e Tonino per poter avere dalla coppia un figlio. Girato nel contesto di una Napoli industriale, mostra la vicenda sotto una luce sgradevole, ricordando Rainer Werner Fassbinder.

## Riconoscimenti
- 1982 - David di Donatello
  - Migliore attrice esordiente a Marina Suma
  - Nomination Miglior regia a Salvatore Piscicelli
  - Nomination Migliore attrice protagonista a Marina Suma
  - Nomination Migliore montatore a Franco Letti
- 1982 - Nastro d'argento
  - Migliore attrice esordiente a Marina Suma